# Ponizowo
Ponizowo – dawna kolonia i majątek. Tereny, na których leżały, znajdują się obecnie na Białorusi, w obwodzie witebskim, w rejonie miorskim, w sielsowiecie Turkowo.

## Historia
W czasach zaborów folwark i dobra w powiecie dzisieńskim, w guberni wileńskiej Imperium Rosyjskiego. Pod koniec XIX wieku należała do Franciszka Korzeniowskiego.
W latach 1921–1945 kolonia i majątek leżały w Polsce, w województwie wileńskim, w powiecie dziśnieńskim, w gminie Mikołajów.
Według Powszechnego Spisu Ludności z 1921 roku folwark zamieszkiwało tu 33 osoby, 8 było wyznania rzymskokatolickiego a 25 prawosławnego. Jednocześnie 22 mieszkańców zadeklarowało polską a 11 białoruską przynależność narodową. Było tu 6 budynków mieszkalnych. W 1931 kolonię zamieszkiwało w 6 domach 24 osoby, a majątek w 3 domach zamieszkiwało 20 osób.
Wierni należeli do parafii prawosławnej w Hryhorowiczach i rzymskokatolickiej w Dziśnie. Miejscowość podlegała pod Sąd Grodzki w Dziśnie i Okręgowy w Wilnie; właściwy urząd pocztowy mieścił się w Mikołajowie.